# اللعب مع الشياطين (فلم)
اللعب مع الشياطين  فيلم دراما للمخرج أحمد فؤاد عام 1991 عن قصة جابر عبد السلام وسيناريو وحوار أحمد عبد الوهاب. الفيلم من بطولة هالة فؤاد (في آخر ظهور لها على الشاشة حيث توفيت في 10 مايو 1993 بعد إصابتها بسرطان الثدي وتقاعدها عن التمثيل وارتداء الحجاب)، محسن محيي الدين، هشام سليم، عبدالله محمود، عايدة رياض، وحسين الشربيني  وتدور الأحداث حول الطلبة الشبان الأربعة، عبد الباسط وفتحي وجابر ورضوان، المقيمين معًا في إحدى الشقق، ولكلٍ منهم دراسته وحياته المنفصلة، إلا أنه يتصادف أن أحد السكان السابقين لشقتهم يكون قد أخفى بها كمية من المخدرات.
صدر الفيلم إلى دور العرض المصرية في يناير 1991.
منح موقع قاعدة بيانات الأفلام العربية "السينما.كوم" الفيلم درجة 6.5/ 10.

## طاقم التمثيل
هالة فؤاد: في دور إيمان
محسن محيي الدين: في دور عبد الباسط
هشام سليم: في دور جابر
عبدالله محمود: في دور فتحي
عايدة رياض: في دور نرجس
حسين الشربيني: في دور توفيق
بسام رجب: في دور رضوان
نهى العمروسي: في دور عزة
أيمن عزب: في دور قاسم
عبد الله مشرف: في دور سعد
سيد صادق: في دور شريف
محمد هنيدي: في دور بائع أشرطة الفيديو
رجاء أمين: في دور أم إيمان
بالاشتراك مع:  أحلام حلمي – صلاح صادق 

## أحداث الفيلم
يستأجر الطلبة الجامعيين: عبد الباسط (محسن محيي الدين)، وفتحى (عبد الله محمود)، وجابر (هشام سليم)، ورضوان (بسام رجب) شقة متواضعة في حي شعبي ويعملون في نفس الوقت ليستكملون دراستهم. يعمل عبد الباسط نادلاً في مرقص (ديسكوتك) ليلاً، ونهاراً يدرس بالجامعة ومعه حبيبته وجارته في السكن إيمان (هالة فؤاد). تعيش إيمان مع والدتها (رجاء أمين) وأشقائها الصغار، بعد أن سافر والدهم للعمل بالخارج ليتمكن من الإنفاق عليهم. تعاهد عبد الباسط وإيمان على الزواج، بينما زميلهم قاسم (أيمن عزب)، ابن تاجر السيارات الثري، يلاحق إيمان ويطمع في النيل منها، وتساعده زميلتهم عزه (نهى العمروسي). تقاوم إيمان الإغراءات، وتدفع عبدالباسط لإدخار مايكسبه من الديسكوتك لنفقات الخطوبة. يعمل فتحي (عبدالله محمود) في سوبر ماركت يملكه سعد (عبد الله مشرف) ويعاونه شريف (سيد صادق) ويتاجر الاثنان سراً في الحبوب المخدرة. يعمل جابر (هشام سليم) في مكتب الأستاذ توفيق (حسين الشربيني) المحامي ليلاً، وهو أستاذه في الكلية ومتزوج سراً من المطلقة الشابة نرجس (عايدة رياض) رغم زواجه من أخرى، وقد تزوج نرجس بعد موت زوجها العجوز، ولكنها تحاول مصادقة جابر ولهذا منحته وزملائه شقة مفروشة مجانا، واستجاب جابر لرغباتها وأصبحت عشيقته. رفض رضوان ان يقيم بالشقة المفروشة، ولما عجز عن دفع الإيجار وحده ترك الشقة وأقام في المقابر. فوجئ فتحي بأن الساكن السابق بالشقة المفروشة قد ترك بها كمية من الأقراص المخدرة، ساومه عليها سعد وشريف، بينما شاهدت إيمان الفتيات العاهرات يلهون مع الشباب بالشقة، فقطعت علاقتها بعبد الباسط، ورضخت لرغبات قاسم وعزة، ولكنها نجت من الاغتصاب في اللحظات الأخيرة. كاد عبد الباسط أن يدمن الأقراص المخدرة، واكتشف توفيق المحامي علاقة نرجس وجابر، فطلقها وطرد جابر من المكتب والشقة، وحاول فتحي وعبد الباسط بيع الأقراص المخدرة وطاردهم سعد وشريف. أبلغت ايمان ومعها جابرالشرطة، وتم القبض على سعد وشريف وفى حوزتهم الأقراص المخدرة. تمت براءة الشباب بعد أن قضوا وقتا في السجن وتمكنوا فيه من استذكار دروسهم في هدوء بعد أن أمدتهم إيمان بالمحاضرات.

## وصلات خارجية
- مقالات تستعمل روابط فنية بلا صلة مع ويكي بيانات
- اللعب مع الشياطين على موقع الدهليز
- اللعب مع الشياطين على موقع كاروهات

https://en.kinorium.com/324222/ اللعب مع الشياطين (فيلم)
http://english.entgroup.cn/520310/ اللعب مع الشياطين (فيلم)
https://www.avclub.com/film/reviews/al-leighb-maa-al-shayatin-1991 اللعب مع الشياطين (فيلم)